# Opius testaceiventris
Opius testaceiventris är en stekelart som beskrevs av Granger 1949. Opius testaceiventris ingår i släktet Opius och familjen bracksteklar. Inga underarter finns listade i Catalogue of Life.